# Chenopodiastrum hybridum
Chenopodiastrum hybridum är en amarantväxtart som först beskrevs av Carl von Linné, och fick sitt nu gällande namn av S. Fuentes, Uotila och Borsch. Chenopodiastrum hybridum ingår i släktet Chenopodiastrum och familjen amarantväxter. Inga underarter finns listade i Catalogue of Life.

## Bildgalleri

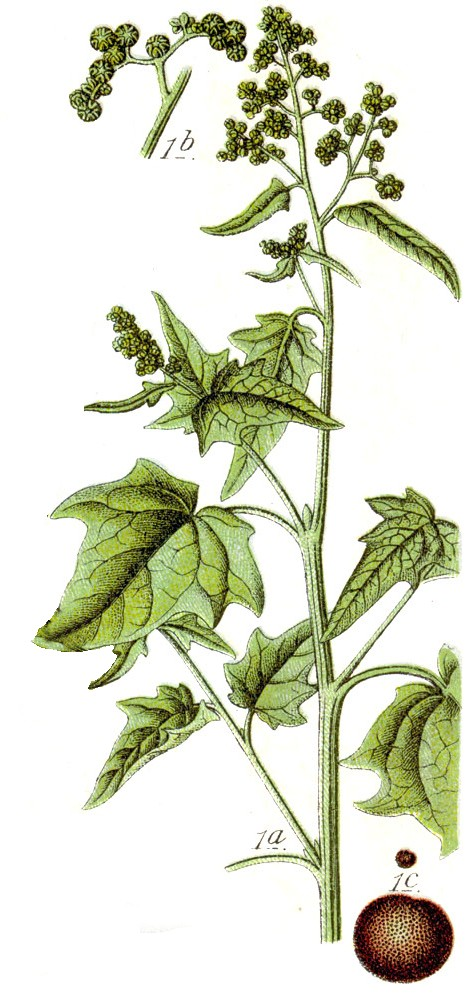
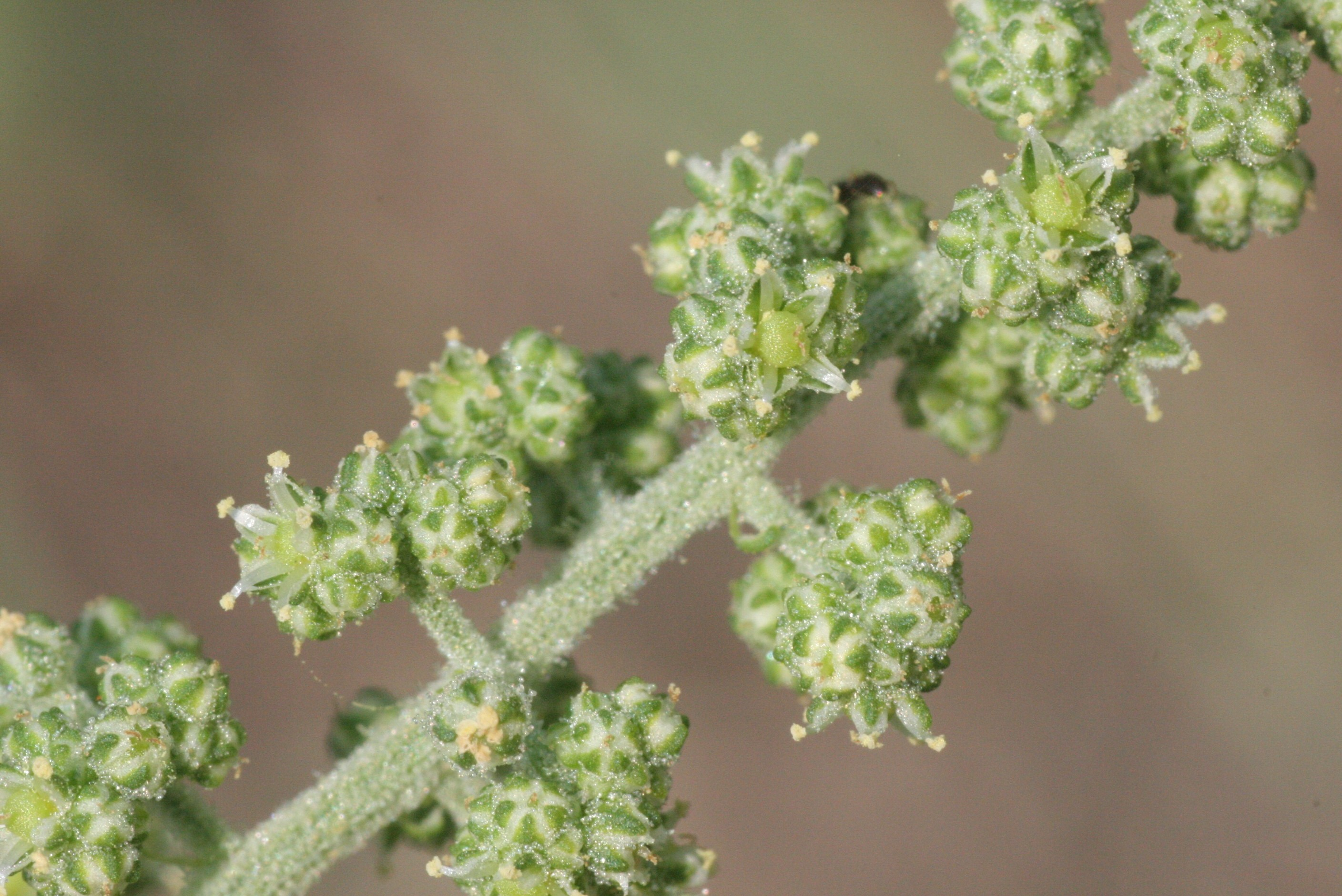